# ميناء سوتشو
ميناء سوتشو (بالصينية: 苏州港)،ويقع في مدينة سوتشو بمقاطعة جيانغسو، جمهورية الصين الشعبية وتحديدا في منطقة الحلق عند مصب نهر اليانغتسي، في عام 2017 أكمل ميناء سوتشو إنتاجية شحن بلغت 605 مليون طن، وتجاوزت إنتاجية الميناء 600 مليون طن، بزيادة 4.35٪ على أساس سنوي. وفي عام 2018 ، احتلت قدرة نقل البضائع في ميناء سوتشو المرتبة السابعة في العالم.
في عام 1968 ، تم إنشاء ثلاثة موانئ شكلت منطقة موانئ مفتوحة في الصين حمل الميناء الأول اسم (Zhangjiagang)والميناء الثاني اسم (changshu) والثالث(taicang). وسميت هذه المنطقة بمجمع Zhangjiagang للموانئ.

## التاريخ
- في عام 1968 ، تم إنشاء ثلاثة موانئ شكلت منطقة موانئ مفتوحة في الصين حمل الميناء الأول اسم (Zhangjiagang)والميناء الثاني اسم (changshu) والثالث(taicang). وسميت هذه المنطقة بمجمع Zhangjiagang للموانئ.
- في عام 1982 ، تمت الاعتراف بمنطقة ميناء Zhangjiagang من قبل مجلس الدولة لجمهورية الصين الشعبية كميناء من الدرجة الأولى.[2]
- في عام 1996 ، وافق مجلس الدولة لجمهورية الصين الشعبية على فتح منطقة ميناء تشانغشو لسفن الأجنبية.
- في عام 2002 ، ووفقًا لمبدأ إصلاح نظام الموانئ المتمثل في «مدينة واحدة، وميناء واحد، وإدارة واحدة» من قبل وزارة الاتصالات في جمهورية الصين الشعبية، قامت مدينة سوتشو بتوحيد الموانئ الثلاثة لميناء تشانغجياغانغ، وميناء تشانغشو، وميناء تايكانغ في ميناء سوتشو.[3]

## المرافق والتجهيزات
يحتوي الميناء على أكثر من 430 مجموعة من معدات الرفع والنقل والمناولة الخاصة، مع قدرة رفع قصوى تبلغ 50 طنًا ومساحة تخزين تبلغ 700000 متر مربع، تم تجهيز الميناء برافعات عملاقة بقدرة رفع تصل إلى 800 طن، وهي أكبر رافعة شاطئية في ميناء نهر اليانغتسي؛ وتم تجهير ما يقرب من 100 شاحنة و 7 زوارق قطر بقوة 2600 إلى 5000 حصان.
اعتبارًا من عام 2011 ، تم تطوير واستخدام حوالي 60 كيلومترًا من ساحل الميناء على نهر اليانغتسي، وتم بناء 224 نوعًا مختلفًا من أرصفة محطات الإنتاج، بما في ذلك 106 مرسى من 10000 طن أو أكثر، مما يشكل إنتاجية سنوية تبلغ 210 مليون طن.